# موریکس

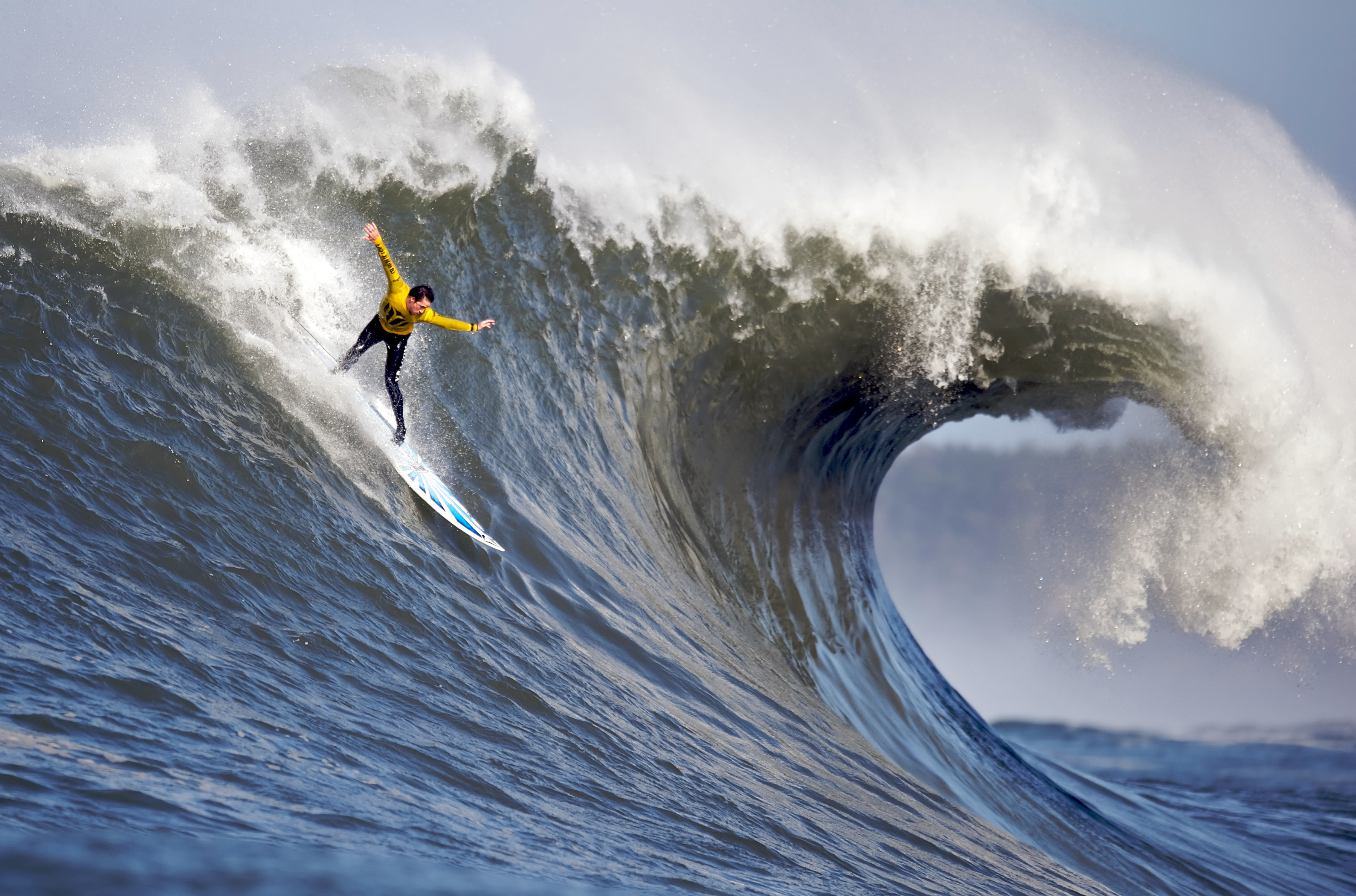
یک موج‌سوار حرفه‌ای در موریکس.

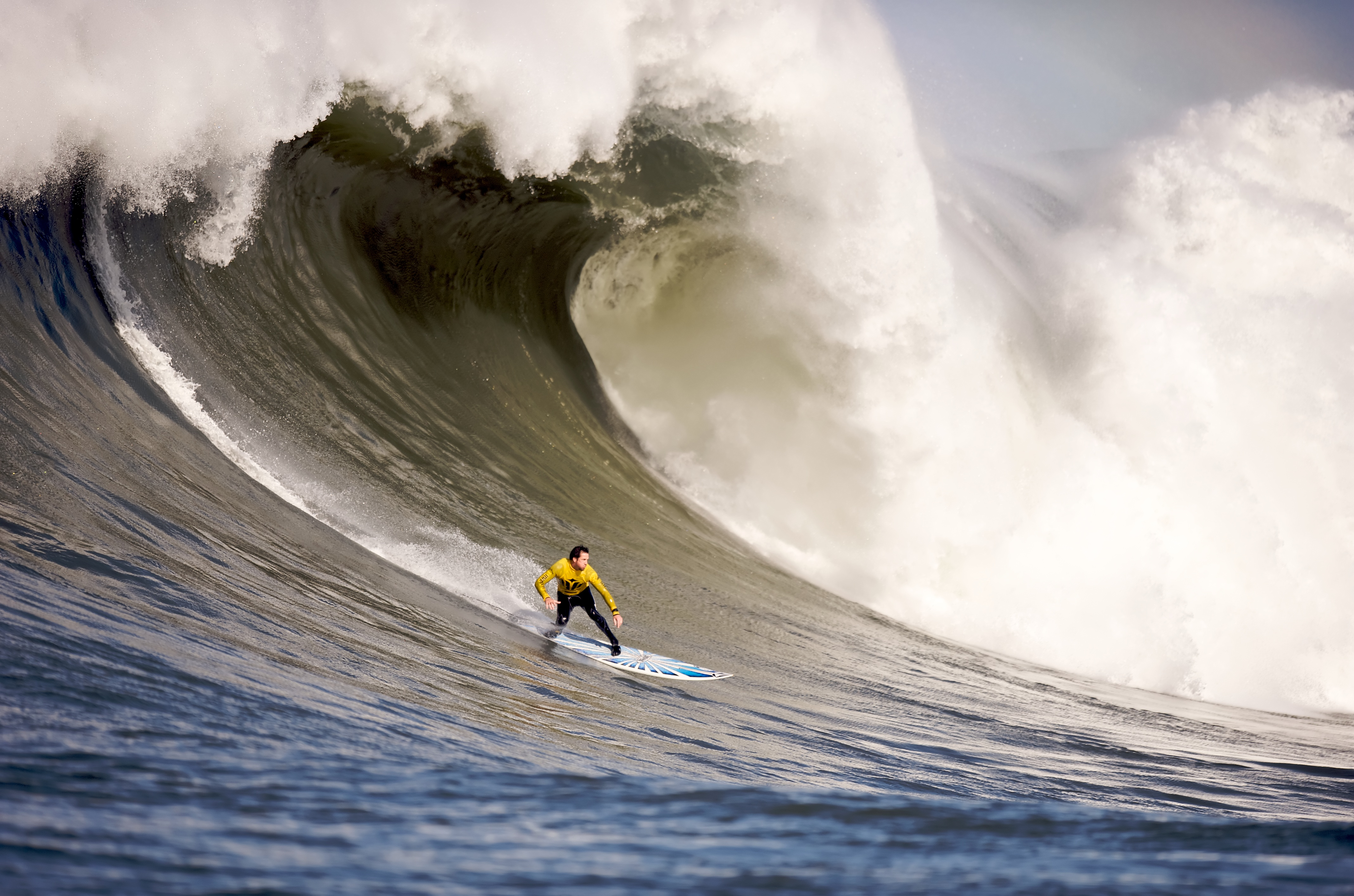
یک موج‌سوار حرفه‌ای در موریکس.

موریکس (به انگلیسی: Mavericks) نام یک محل موج‌سواری در کالیفرنیای شمالی در ایالات متحده آمریکا است. موریکس در ۲ مایلی پیلارپوینت قرار دارد. موریکس در زمستان‌ها مقصد بزرگترین موج‌سواران دنیا است و عده کمی حاضر به موج‌سواری در سواحل خطرناک و گاهی مرگ‌بار موریکس هستند.

## نام‌گذاری سیستم‌عامل اواس ده
شرکت اپل در ۱۰ ژوئن ۲۰۱۳، در کنفرانس جهانی توسعه‌دهندگان اپل اعلام کرد که نسخه جدید سیستم عامل اواس ده یعنی، نسخه ۱۰٫۹ را موریکس نام‌گذاری کرده‌است که از همین مکان الهام گرفته‌است.